# Irina Bulmaga
Irina Bulmaga (Moldavia, 11 de noviembre de 1993) es una ajedrecista moldava nacionalizada rumana. Recibió los títulos de la FIDE de Gran Maestra Femenina (WGM) en 2012 y de Maestra Internacional (MI) en 2013.

## Carrera
Entre 2001 y 2009 ganó varios campeonatos moldavos de ajedrez femenino en distintas categorías de edad. Obtuvo el primer puesto entre las niñas en el Campeonato Mundial Escolar de Ajedrez en 2005, 2006 y 2007. En 2007 y 2008 ganó el Campeonato de Moldavia de Ajedrez Femenino.
Desde 2009 representa a Rumania. Entre 2010 y 2013 se proclamó campeona de Rumania femenina Sub-18 en ajedrez clásico, rápido, blitz y resolución, y tres veces campeona de Rumania femenina Sub-20.
En 2010 ganó por primera vez los Campeonatos de Rumania de Ajedrez Rápido y Blitz Femenino. Hasta 2024, ganó seis títulos nacionales más en ajedrez rápido (2015, 2016, 2018, 2022, 2023 y 2024) y uno más en blitz (2016). Irina consiguió cuatro títulos nacionales en Solving (2014, 2016, 2018 y 2022). Se convirtió en campeona de Europa entre las mujeres en Solving en 2015. En ajedrez clásico, se convirtió dos veces en subcampeona del Campeonato Nacional Femenino (2011 y 2017) y ganó el título en 2018.
Ha representado a Rumania en ocho Olimpiadas de Ajedrez (2010, 2012, 2014, 2016, 2018, 2020, 2022 y en 2024 también), ganando una medalla de bronce individual en 2014, y en siete Campeonatos de Europa de Ajedrez entre equipos (2011-2023). Además, ha representado a Rumania en el Campeonato Mundial Femenino por Equipos 2013.
Ha ganado la Copa Sharjah Femenina (Emiratos Árabes Unidos) en 2018 y 2020 y el I Torneo Internacional de Ajedrez Rápido Femenino Hail en Arabia Saudita (2019).
En 2020 ganó el torneo FEDA WGM en La Palma (Canarias, España), obteniendo 9 puntos sobre 9. En 2022 ganó el I Memorial Capablanca entre Mujeres en La Habana (Cuba).
También ha ganado el primer premio entre las mujeres en muchos fuertes abiertos de ajedrez en todo el mundo, entre ellos: el Paleochora Open de Grecia (2016, 2020, 2021 y 2022), el Cap d'Agde Open de Francia (2014 y 2016); el Portugal Open (2018); el RTU Open (Riga, Letonia), en 2019; o el Chessable Sunway Sitges Open (Sitges, España), en 2022.
Participó en múltiples Campeonatos de Europa femeninos individuales de ajedrez clásico (2005, 2006, 2008, 2009, 2011-2014, 2016-2019, 2021-2025), siendo su mejor resultado el segundo puesto en 2025.
Participó en la Copa del Mundo Femenina en dos ocasiones: en 2021, en Sochi (Rusia) y en 2023, en Bakú (Azerbaiyán), siendo eliminada en ambas ocasiones en la segunda ronda.
Formó parte del club ganador de la medalla de plata «CSU ASE Superbet», jugando en el primer tablero en la Copa de Europa Femenina de Clubes en Mayrhofen (Austria), en 2022. Un año más tarde, con el mismo club, se proclamaron ganadoras de la Copa de Europa Femenina de Clubes en Durrës (Albania). En 2024, junto con el Club «SuperChess», ganaron la medalla de bronce en la Copa de Europa Femenina de Clubes en Serbia.
Ganó la medalla de plata en el Campeonato de Europa Femenino de 2025, celebrado en Rodas (Grecia).
Desde 2012 ha estado constantemente en el Top 100 de la FIDE de mujeres clasificadas en el mundo y desde diciembre de 2016 ha ostentado el primer puesto en la clasificación femenina de Rumania.
Su hermana, Elena Bulmaga, también es ajedrecista.